# 블루 발렌타인 (영화)
《블루 발렌타인》(영어: Blue Valentine)은 2010년 개봉한 로맨틱 드라마 영화이다.

## 줄거리
젊은 부부 딘과 신디의 결혼 생활은 겉으로는 평온해 보이지만 남들이 모르는 사이 몇 년에 걸쳐 균열이 가해진 끝에 돌이킬 수 없는 파국에 이른다.

## 출연진
- 라이언 고슬링 - 딘 퍼레라 역
- 미셸 윌리엄스 - 신시아 “신디” 헬러 퍼레라 역
- 존 도먼 - 제리 헬러 역
- 마이크 보걸 - 보비 온타리오 역
- 벤 솅크먼 - 파인버그 의사 역